# Gailtal
La Gailtal (o Valle del Gail, in sloveno Ziljska dolina, in friulano Gailtól) è una valle dell'Austria meridionale, situata tra il Tirolo orientale e la Carinzia. Prende il nome dal fiume Gail (slov. Zilja, italiano Zeglia), affluente della Drava, che la attraversa interamente in direzione ovest-est tra Obertilliach e Villaco.

## Geografia

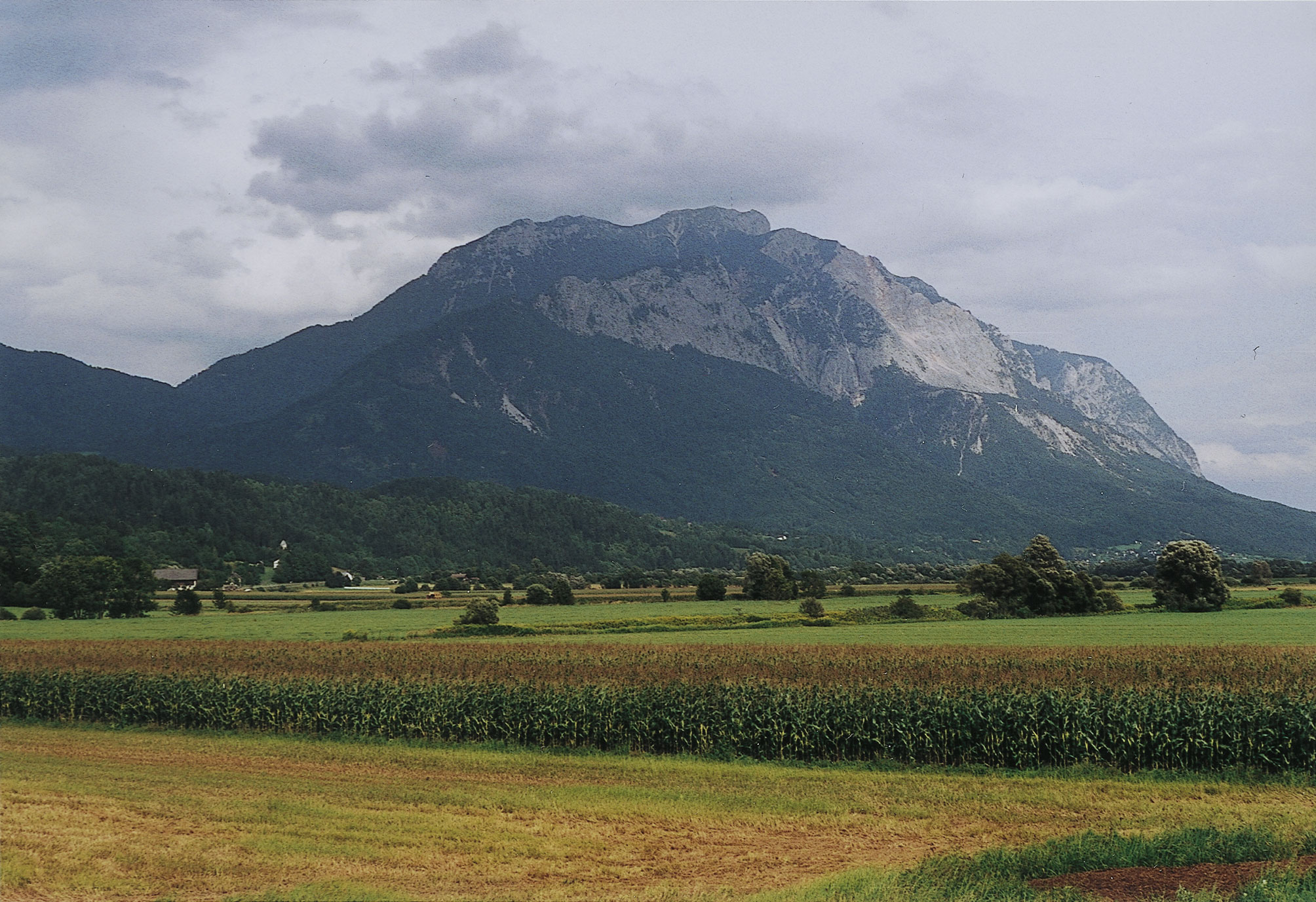
Il monte Dobratsch nella valle della Gail

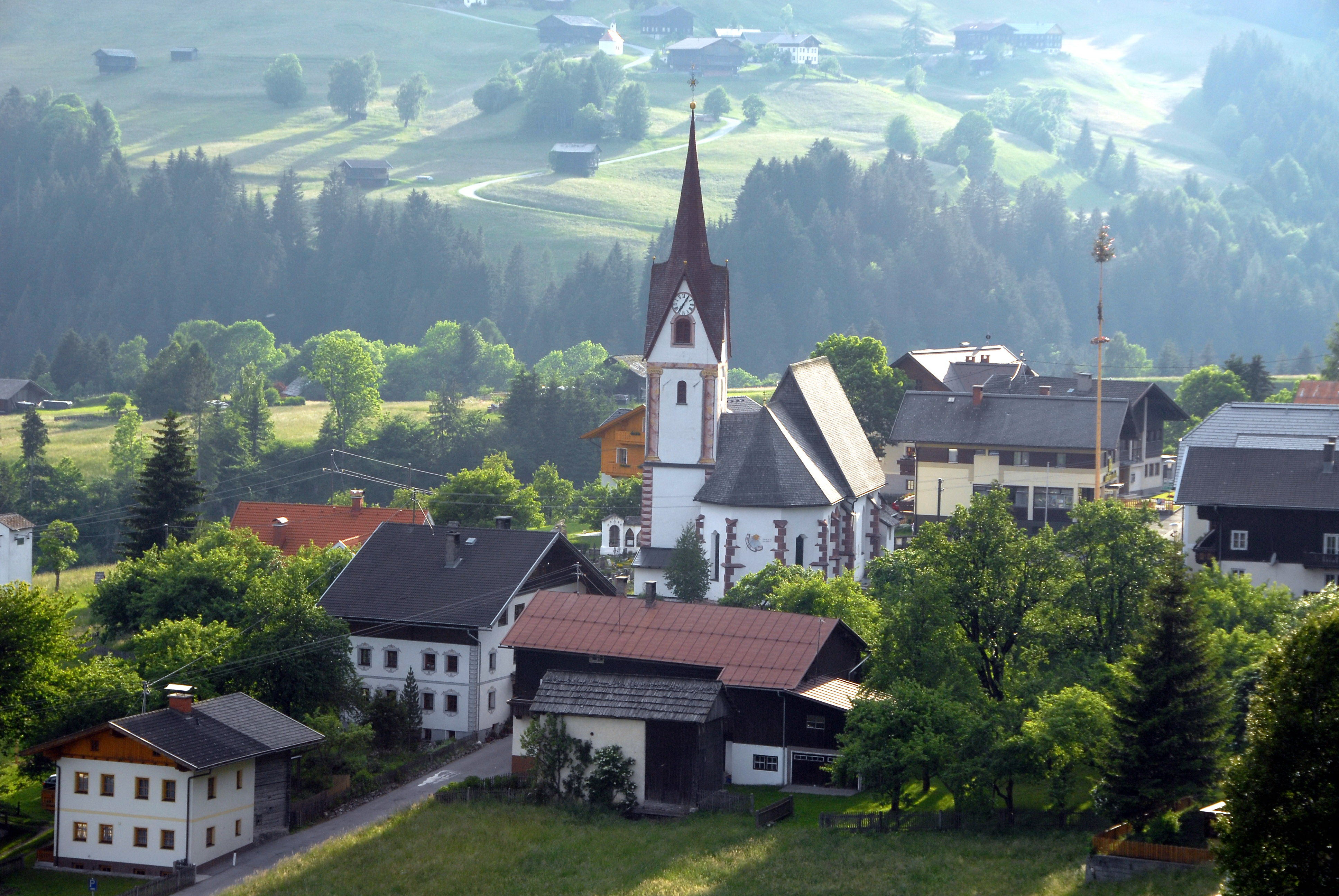
Lesachtal

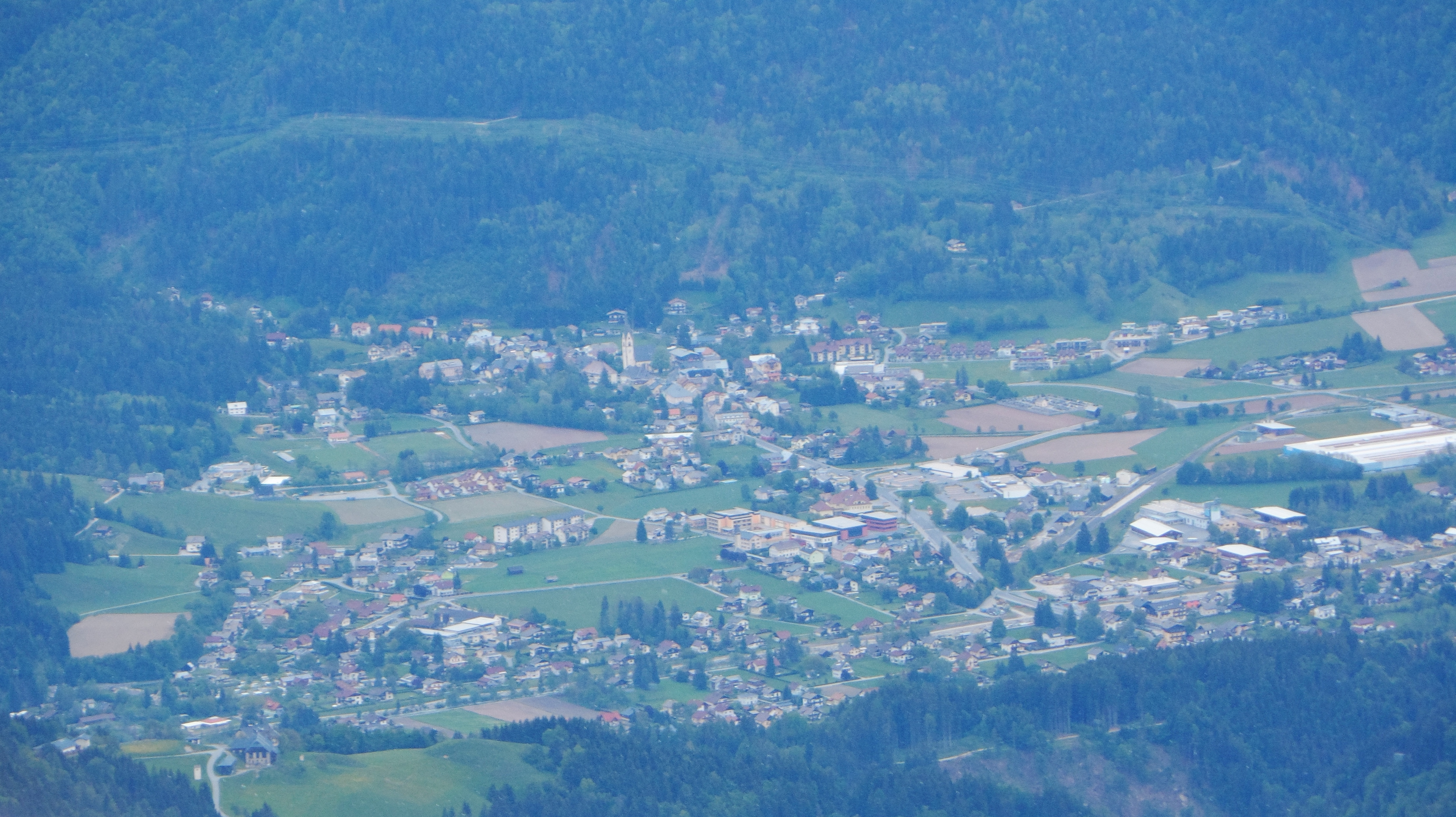
Kötschach-Mauthen

Si trova sulla linea periadriatica tra le Alpi Carniche e le Caravanche a sud e le Alpi della Gail a nord. Dal punto di vista amministrativo è ripartita tra il distretto di Lienz (Tirolo orientale) e quelli di Hermagor e di Villach-Land (Carinzia).
Nella parte terminale della valle sono evidenti i segni di due grandi frane, una avvenuta in epoca preistorica, l'altra nel 1348 in seguito ad un terremoto, entrambe staccatesi dal monte Dobratsch.

### Parti della valle
- Tilliacher Tal, dalla sorgente del Gail al confine fra Tirolo orientale e Carinzia
- Lesachtal, dal confine fra Tirolo orientale e Carinzia a Kötschach
- Oberes Gailtal (Alta valle della Gail), da Kötschach a Hermagor
- Unteres Gailtal (Bassa valle della Gail), da Hermagor a Fürnitz

## Popolazione
Nella Bassa valle della Gail una cospicua minoranza della popolazione parla dialetti sloveni. Sempre nella Bassa valle della Gail un'alta percentuale della popolazione di lingua tedesca (più del 20% in entrambi i distretti in cui è suddivisa) è di confessione cristiana evangelica, questa presenza ha origine dalla Patente di tolleranza emessa nel 1782 dall'imperatore Giuseppe II d'Asburgo, che autorizzava la costruzione di una casa di preghiera (Toleranzbethaus) a Watschig, frazione di Hermagor.

## Economia
In passato la valle della Gail era una zona essenzialmente agricola, altre attività svolte erano l'allevamento di cavalli e l'alpeggio. Oggi la valle vive principalmente di turismo, le principali attrazioni sono il comprensorio sciistico di Pramollo (Nassfeld), l'Alta Via Carnica e il lago di Pressegg; la Lesachtal si è specializzata nel turismo sostenibile. A Hermagor si trovano anche piccole industrie e il settore del commercio è più sviluppato che altrove nella valle. È percorsa da una ferrovia secondaria che da Villaco raggiunge Kötschach.